# 큰따오기
큰따오기(Giant ibis)는 따오기아과에 속하는 떠다니는 새이다. 이 새는 캄보디아 북부에 서식하며, 라오스 남부 극지방에서 몇 마리의 새가 생존하고 있으며 최근 베트남 욕돈 국립공원에서 목격되기도 했다. 때때로 큰따오기속에 속하기도 한다.

## 묘사
그 이름에 걸맞게, 큰따오기는 현존하는 따오기아과 중 가장 큰 종이다. 성체는 몸길이 102~106cm이며, 몸무게는 약 4.2kg에 이른다. 표준 측정값 중 날개는 52.3~57cm, 꼬리는 30cm, 발목뼈는 11cm, 부리는 20.8~23.4cm이다. 성체는 전체적으로 어두운 회갈색 깃털을 가지며, 머리와 목 윗부분은 털이 없고 회색을 띤다. 머리 뒷부분과 어깨 부위에는 어두운 줄무늬가 있으며, 옅은 은회색의 날개 끝에는 검은 가로줄무늬가 있다. 부리는 황갈색이고, 다리는 주황색, 눈은 짙은 붉은색이다. 유조는 머리 뒷부분에서 목까지 짧은 검은 깃털이 나 있으며, 부리가 더 짧고 눈은 갈색을 띤다.
큰따오기는 주로 새벽이나 해질 무렵에 반복적으로 울부짖는 크고 맑게 울리는 소리를 내며, 울음소리는 "아-러억, 아-러억(a-leurk, a-leurk)"과 같다.

## 분포 및 서식지
큰따오기는 저지대에 서식하는 새로, 늪지, 습지, 호수, 넓은 강, 범람원과 반개방형 숲, 그리고 밀집한 낙엽수림 내의 웅덩이, 연못, 계절성 습지에서도 발견된다. 주로 저지대에서 서식한다. 한 개체가 말레이반도의 논에서 채집된 기록도 있다. 과거에는 큰따오기가 태국 동부, 캄보디아 중부 및 북부, 라오스 남부, 베트남 남부에서 번식하는 것으로 알려져 있었다. 1920년대까지 메콩 삼각주에서는 아직 꽤 흔했으나, 현재는 거의 멸종 상태에 이르러 캄보디아, 라오스 남부, 그리고 가능성은 낮지만 베트남에서 소수의 개체가 번식하는 것으로 추정된다.

## 행동생태학

### 먹이
큰따오기는 수생 무척추동물, 장어, 갑각류, 소형 양서류 및 파충류를 먹는다. 메뚜기와 매미 같은 곤충도 풍부할 때 자주 섭취하며, 가끔 씨앗으로 식단을 보충하기도 한다. 번식기 외에는 개구리와 땅강아지가 가장 중요한 먹이인 것으로 보인다. 주로 얕은 물의 진흙 바닥에서 먹이를 찾지만, 계절성 숲의 웅덩이에서는 모든 수심에서 먹이가 가능하다. 먹이 활동은 번식 중인 한 쌍 또는 소규모 가족 무리로 이루어지며, 때때로 인도검은따오기와 함께 어울려 먹이를 찾는 모습도 관찰된다.